# Рангиер (кардинал)
Рангиер (Rangier, также известный как Raugier, Rangerio, Rangerius) — католический церковный деятель XI века. На консистории 1091 года провозглашен кардиналом-священником церкви Санта-Сусанна. В 1092 году стал архиепископом Реджо. Участвовал в соборах в Пьяченце и Гвасталле.